# Mandingo (film)
Mandingo – amerykański film historyczny z 1975 roku, w reżyserii Richarda Fleischera, zrealizowany na podstawie powieści Kyle’a Onstotta pod tym samym tytułem.

## Fabuła
Akcja filmu toczy się w okresie niewolnictwa w Stanach Zjednoczonych. Starzejący się plantator z amerykańskiego południa namawia syna do ożenku. Ten wracając z Nowego Orleanu przywozi ze sobą kandydatkę na żonę i tytułowego niewolnika z plemienia Mandingo, co wkrótce doprowadza do tragedii. Film kręcony był w Burnside i Geismer w stanie Luizjana.

## Obsada
- James Mason – plantator Warren Maxwell
- Perry King – Hammond, syn Warren Maxwell
- Susan George – żona Hammonda Maxwella
- Duane Allen – niewolnik Topaz
- Ken Norton – Mede, niewolnik z plemienia Mandingo
- Lillian Hayman – Lucrezia Borgia, służąca